# Lepisorus uchiyamae
Lepisorus uchiyamae là một loài thực vật có mạch trong họ Polypodiaceae. Loài này được (Makino) H. Itô miêu tả khoa học đầu tiên năm 1935.